# Eliurus penicillatus
Eliurus penicillatus és una espècie de mamífer rosegador de la família dels nesòmids. És endèmic de l'est de Madagascar, on viu a altituds d'entre 900 i 1.670 msnm. Probablement es tracta d'un animal arborícola o grimpador. El seu hàbitat natural són els boscos montans humits. Està amenaçat per la transformació del seu medi per a usos agrícoles. El seu nom específic, penicillatus, significa ‘dotat de flocs de pèls fins’ en llatí.